# Zawiasy (rejon wileński)
Zawiasy (lit. Balsiai) – dawna wieś na Litwie, w okręgu wileńskim, w rejonie wileńskim, w gminie Suderwa.
Współcześnie część wsi Pilimy. Położone były w pobliżu Wilii, obecnie na terenie Wilejskiego Parku Regionalnego.

## Historia
W dwudziestoleciu międzywojennym zaścianek leżący w Polsce, w województwie wileńskim, w powiecie wileńsko-trockim, w gminie Mejszagoła. W 1931 miejscowość liczyła 19 mieszkańców, zamieszkałych w 2 budynkach.
Po II wojnie światowej w granicach Związku Sowieckiego. Od 1991 na niepodległej Litwie.